# Cadel Evans Great Ocean Road Race
Cadel Evans Great Ocean Road Race er et endagscykelløb i Geelong i Australien. Løbet er en del af UCI World Tour. Det blev for første gang arrangeret i 2015 som en del af UCI Oceanien Tour i kategorien 1.1. Løbet køres altid efter UCI World Tour-etapeløbet Tour Down Under.
Løbet er opkaldt efter Cadel Evans for at hædre Australiens eneste Tour de France-vinder og verdensmester. Han blev nummer 5 i den første udgave af løbet, som var Evans' sidste som professionel rytter.
Fra 2017 indgår det i UCI World Tour-kalenderen.
Dagen før herrernes løb køres Cadel Evans Great Ocean Road Race Women.

## Vindere
| År   | Vinder           | Toer               | Treer             |        |
| ---- | ---------------- | ------------------ | ----------------- | ------ |
| 2015 | Gianni Meersman  | Simon Clarke       | Nathan Haas       |        |
| 2016 | Peter Kennaugh   | Leigh Howard       | Niccolò Bonifazio |        |
| 2017 | Nikias Arndt     | Simon Gerrans      | Cameron Meyer     |        |
| 2018 | Jay McCarthy     | Elia Viviani       | Daryl Impey       |        |
| 2019 | Elia Viviani     | Caleb Ewan         | Daryl Impey       |        |
| 2020 | Dries Devenyns   | Pavel Sivakov      | Daryl Impey       |        |
| 2021 | aflyst           | aflyst             | aflyst            | aflyst |
| 2022 | aflyst           | aflyst             | aflyst            | aflyst |
| 2023 | Marius Mayrhofer | Hugo Page          | Simon Clarke      |        |
| 2024 | Laurence Pithie  | Natnael Tesfatsion | Georg Zimmermann  |        |
| 2025 | Mauro Schmid     | Aaron Gate         | Laurence Pithie   |        |